# Бах, Габриэль
Габриэль Бах (ивр. גבריאל בך‎, имя при рождении Герт Габриэль Бах, нем. Gert Gabriel Bach; 13 марта 1927, Хальберштадт, Германия — 18 февраля 2022, Иерусалим) — израильский юрист. Государственный прокурор Израиля в 1969—1982 годах, судья Верховного суда Израиля в 1982—1997 годах, председатель ряда общественных и государственных комиссий. Известен участием в качестве представителя государственной прокуратуры в апелляционном процессе по делу Рудольфа Кастнера (1958) и в суде над Адольфом Эйхманом (1961).

## Биография
Родился в 1927 году в Хальберштадте (Германия), в том же году переехал с родителями в Берлин. В октябре 1938 года, за месяц до «Хрустальной ночи», семья Бахов покинула Германию, перебравшись в Амстердам. В 1940 году, накануне вторжения немецких войск в Нидерланды, они покинули и эту страну и отплыли в подмандатную Палестину на борту лайнера «Патриа». По прибытии в Палестину британские мандатные власти намеревались отправить еврейских беженцев в лагеря интернированных лиц на Кипре, однако еврейская подпольная организация «Хагана» подорвала корабль. В этом теракте погибли около 250 пассажиров «Патрии», однако семья Бахов уцелела.
В Палестине Габриэль в возрасте 16 лет, в 1943 году, вступил в ряды «Хаганы». В 1945 году окончил среднюю школу в Иерусалиме (район Бейт-ха-Керем) и начал учёбу на юридическом факультете Еврейского университета в Иерусалиме. Завершил юридическое образование в 1950 году в Университетском колледже Лондона, после чего на некоторое время остался в Англии как практикант в адвокатской конторе члена Палаты общин Дэвида Вейцмана.

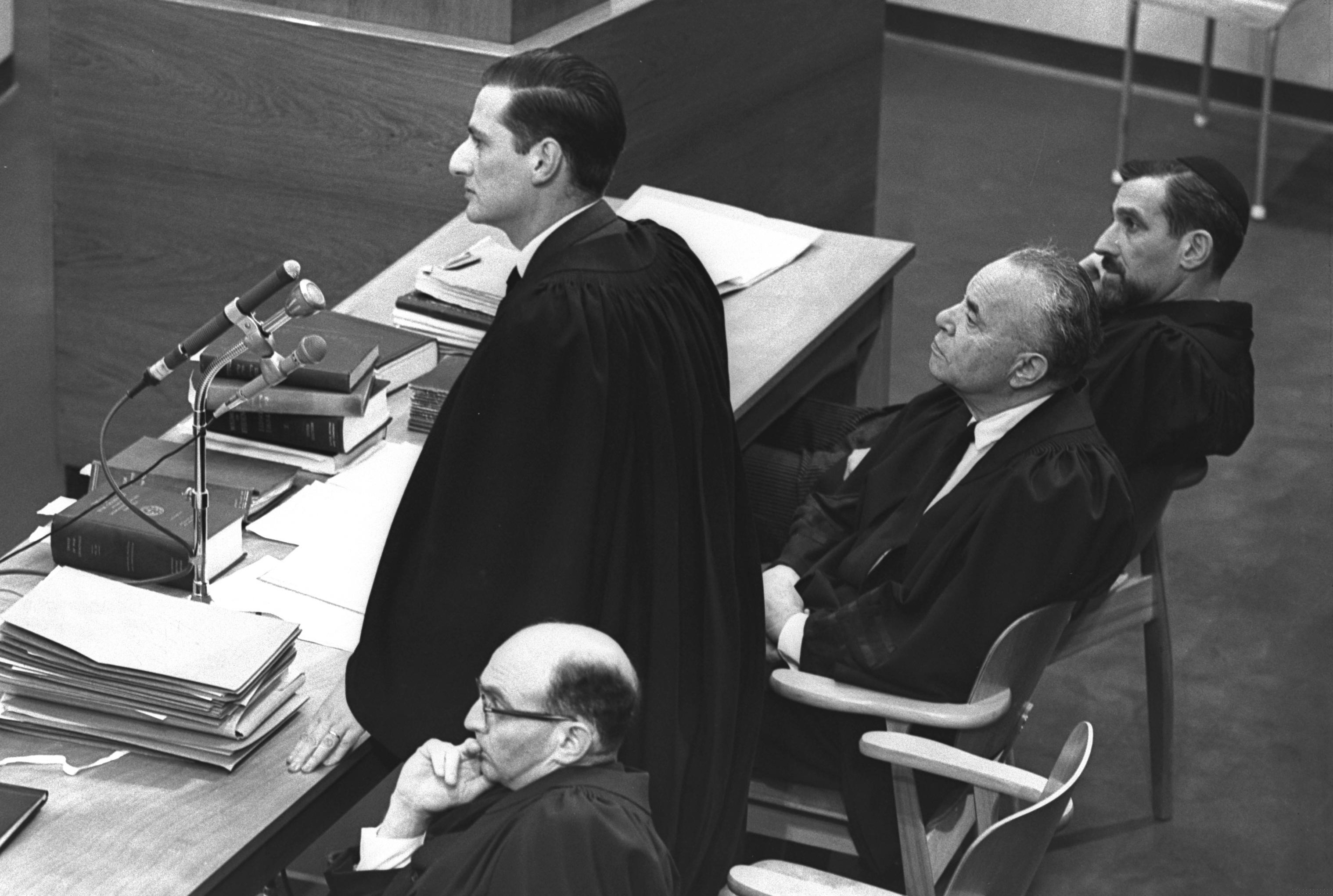
Габриэль Бах (стоит) во время процесса Эйхмана

В 1951 году вернулся в недавно созданное Государство Израиль и до 1953 года служил в военной прокуратуре Армии обороны Израиля. Действительную службу окончил в звании капитана, в дальнейшем в ходе резервистской службы прошёл путь до судьи военного апелляционного суда и звания полковника. С 1953 года работал в государственной прокуратуре, специализируясь на уголовном и гражданском праве. В качестве сотрудника прокуратуры принимал участие в двух широко освещавшихся судебных процессах. Первым стал процесс по апелляции венгерского журналиста и адвоката Рудольфа Кастнера на решение нижестоящей судебной инстанции, в котором он был обвинён в коллаборационизме с нацистами. Судья, выносивший решение в 1953 году, заявил, что Кастнер, спасавший венгерских евреев, ради этого пошёл на сделку с нацистами и тем самым «продал душу дьяволу». Это решение было оспорено государственной прокуратурой, и на Баха была возложена подготовка материалов по апелляции. В 1958 году Верховный суд Израиля рассмотрел апелляцию и снял с Кастнера все обвинения, однако за несколько месяцев до оправдания тот был убит. Вторым громким процессом Баха стал суд над Адольфом Эйхманом в 1961 году. В рамках этого процесса Бах был официальным юридическим советником «Бюро 06» — специального отдела полиции Израиля, занимавшегося допросами Эйхмана, — и вместе с Гидеоном Хаузнером и Цви Бар-Нивом готовил материалы обвинения. По итогам процесса Эйхман был признан виновным и приговорён к смерти.
В 1969 году назначен государственным прокурором Израиля, оставался на этом посту до 1982 года. Во время пребывания в этой должности лично вёл многие дела, связанные с вопросами безопасности Государства Израиль, в том числе апелляции в Верховном суде Израиля, дела об убийствах и преступлениях против личности, а также первые процессы по беловоротничковой преступности. Среди резонансных дел в этот период — защита в швейцарском суде в 1970 году Мордехая Рахамима, охранника компании «Эль Аль», обвинявшегося в убийстве арабских боевиков в аэропорту Цюриха.
В 1982 году назначен судьёй Верховного суда Израиля, оставался на этом посту до 1997 года. В Верховном суде зарекомендовал себя как либеральный и гуманный юрист, что в особенности проявлялось в вопросах, связанных со свободой слова, правами женщины и законами о получении доказательств. В 1984 году был председателем Центральной избирательной комиссии на выборах в кнессет 11-го созыва. После выхода на пенсию возглавлял ещё ряд государственных и общественных комиссий, включая консультативную комиссию по назначениям высших государственных служащих и комиссию по дизайну банкнот и памятных монет. В 2003 году возглавлял комиссию по назначению юридического советника правительства, а в 2005 году — комиссию по назначению юридического советника кнессета.
Заслуги Габриэля Баха были отмечены в 1997 году присвоением звания почётного гражданина Иерусалима, а в 2005 году — звания «Рыцарь качества власти». Скончался в феврале 2022 года в возрасте 94 лет, оставив после себя жену Рути и многочисленных детей и внуков. Похоронен в Иерусалиме на кладбище «Хар ха-Менухот».